# Lars Jørum
Lars Jørum ist ein norwegischer Handballschiedsrichter.
Gemeinsam mit seinem Partner Håvard Kleven bildet Jørum ein Schiedsrichtergespann. Zusammen leiteten sie Spiele bei allen großen internationalen Turnieren in der jüngeren Vergangenheit, darunter bei der Weltmeisterschaft 2019 in Dänemark und Deutschland, bei der Europameisterschaft 2020 in Norwegen, Österreich und Schweden, bei der Weltmeisterschaft 2021 in Ägypten, bei der Europameisterschaft 2022 in Ungarn und der Slowakei, bei der Weltmeisterschaft 2023 in Polen und Schweden sowie bei der Europameisterschaft 2024 in Deutschland.
Zudem sind sie regelmäßig in der EHF Champions League im Einsatz.